# The Royal Game
The Royal Game (títol original: Schachnovelle) és una pel·lícula germanoaustríaca dirigida per Philipp Stölzl i estrenada el 2021. S'ha doblat i subtitulat al català.
La pel·lícula és l'adaptació de la Novel·la d'escacs de Stefan Zweig.

## Repartiment
- Oliver Masucci: Joseph Bartok
- Birgit Minichmayr: Anna Bartok / la visitant d'Amèrica
- Albrecht Schuch: Franz-Josef Böhm / Mirko Czentovic
- Moritz von Treuenfels: l'SS Erich
- Carl Achleitner M. Faber
- Clemens Berndorff: Swoboda
- Eric Bouwer: Wouters
- Lukas Miko: Gustav Sailer
- Rafael Stachowiak: Harry
- Rolf Lassgård: Owen McConnor
- Andreas Lust: Johann Prantl
- Samuel Finzi: Alfred Koller
- Joel Basman: Willem, el bàrman
- Johannes Zeiler: Fink
- Maresi Riegner: Klara, la minyona
- Luisa-Céline Gaffron: Fridl